# Eccellenza 2003-2004
Il campionato di calcio di Eccellenza regionale 2003-2004 è stato il tredicesimo organizzato in Italia. Rappresenta il sesto livello del calcio italiano. Il campionato è strutturato su vari gironi all'italiana su base regionale.
Questo è il quadro delle squadre promosse alla Serie D dai vari campionati di Eccellenza regionale. Sono ammesse alla massima categoria dilettantistica italiana le vincenti dei rispettivi campionati regionali più le sette migliori squadre risultanti dai play-off a cui accedono le squadre designate dai vari comitati regionali a seguito dei propri regolamenti.
Campionati con i play-off regionali:

Abruzzo, Calabria, Marche, Molise, Sicilia, Toscana ed Umbria.

Campionati con i play-out regionali:

Abruzzo, Calabria, Lombardia, Marche, Molise, Piemonte, Sicilia, Toscana ed Umbria.

## Campionati
- Eccellenza Abruzzo 2003-2004
- Eccellenza Basilicata 2003-2004
- Eccellenza Calabria 2003-2004
- Eccellenza Campania 2003-2004
- Eccellenza Emilia-Romagna 2003-2004
- Eccellenza Friuli-Venezia Giulia 2003-2004
- Eccellenza Lazio 2003-2004
- Eccellenza Liguria 2003-2004
- Eccellenza Lombardia 2003-2004
- Eccellenza Marche 2003-2004
- Eccellenza Molise 2003-2004
- Eccellenza Piemonte-Valle d'Aosta 2003-2004
- Eccellenza Puglia 2003-2004
- Eccellenza Sardegna 2003-2004
- Eccellenza Sicilia 2003-2004
- Eccellenza Toscana 2003-2004
- Eccellenza Trentino-Alto Adige 2003-2004
- Eccellenza Umbria 2003-2004
- Eccellenza Veneto 2003-2004

## Quadro riepilogativo nazionale
| Regione/Girone          | Sqr  | 1ª classificata e promossa in Serie D | Altre promozioni in Serie D | 2ª classificata    | Vincente Coppa                |
| ----------------------- | ---- | ------------------------------------- | --------------------------- | ------------------ | ----------------------------- |
| Abruzzo                 | 18   | Guardiagrele                          | -                           | Penne (5°)         | Francavilla                   |
| Basilicata              | 18   | Lavello                               | -                           | Ruggiero di Lauria | Abriola 90                    |
| Calabria                | 16   | Nuova Rosarnese                       | -                           | Boca Pellaro (5°)  | Rosarno                       |
| Campania Girone A       | 16   | Acerrana                              | -                           | Ischia             | Ischia                        |
| Campania Girone B       | 16   | Scafatese                             | Solofra                     | Solofra            | Ischia                        |
| Emilia-Romagna Girone A | 18   | Virtus Castelfranco                   | -                           | Virtus Pavullese   | Virtus Castelfranco           |
| Emilia-Romagna Girone B | 18   | Reno Centese                          | Mezzolara                   | Mezzolara          | Virtus Castelfranco           |
| Friuli-Venezia Giulia   | 17   | Pro Romans                            | -                           | Rivignano          | Pro Romans                    |
| Lazio Girone A          | 18   | Sorianese                             | Spes Mentana                | Spes Mentana       | Torrenova                     |
| Lazio Girone B          | 18   | Ferentino                             | -                           | Cecchina Al.Pa.    | Torrenova                     |
| Liguria                 | 16   | Loanesi                               | -                           | Entella            | Loanesi                       |
| Lombardia Girone A      | 18   | Caratese                              | Venegono                    | Venegono           | Salò                          |
| Lombardia Girone B      | 18   | Fiorente Bergamo                      | -                           | Colognese          | Salò                          |
| Lombardia Girone C      | 18   | Salò                                  | Chiari                      | Chiari             | Salò                          |
| Marche                  | 16   | Pergolese                             | -                           | Urbisalviense (4°) | Caldarola                     |
| Molise                  | 16   | Venafro                               | -                           | Montenero (3°)     | Montenero                     |
| Piemonte Girone A       | 16   | Giavenocoazze                         | -                           | Rivoli             | Derthona                      |
| Piemonte Girone B       | 17   | Novese                                | -                           | Derthona           | Derthona                      |
| Puglia                  | 18   | Gallipoli                             | San Paolo Bari              | Ostuni Sport       | San Paolo Bari                |
| Sardegna                | 16   | Alghero                               | -                           | Tavolara           | Tempio                        |
| Sicilia Girone A        | 16   | Folgore Castelvetrano                 | Alcamo                      | Alcamo (3°)        | Giarre                        |
| Sicilia Girone B        | 16   | Giarre                                | -                           | Comiso (2°)        | Giarre                        |
| Toscana Girone A        | 17   | Cecina                                | Forcoli                     | Forcoli (3°)       | Lunigiana 1919                |
| Toscana Girone B        | 17   | Poggibonsi                            | -                           | Montalcino (3°)    | Lunigiana 1919                |
| Trentino-Alto Adige     | 16   | Arco                                  | -                           | Comano Terme Fiavè | Arco                          |
| Umbria                  | 16   | Fortis Spoleto                        | -                           | Bastia (5°)        | Cannara                       |
| Veneto Girone A         | 17   | Union Vigontina                       | -                           | Casalserugo        | Unione Camisano Torri         |
| Veneto Girone B         | 16   | Montebelluna                          | -                           | Sandonà            | Unione Camisano Torri         |
|                         | Tot. |                                       |                             |                    | Vincente Fase Nazionale Coppa |
| 28 gironi               | 473  |                                       |                             |                    | Salò                          |

## Play-off nazionali

### Primo Turno
| Squadra 1                              | Totale      | Squadra 2                       | Andata | Ritorno             |
| -------------------------------------- | ----------- | ------------------------------- | ------ | ------------------- |
| Piemonte A Rivoli                      | 2 - 5       | Piemonte B Derthona             | 0 - 2  | 2 - 3               |
| Lombardia C Chiari                     | 6 - 2       | Liguria Chiavari VL             | 4 - 1  | 2 - 1               |
| Lombardia A Venegono                   | 3 - 2       | Lombardia B Colognese           | 0 - 1  | 3 - 1               |
| Veneto B Sandonà                       | 3 - 3       | Veneto A Casalserugo            | 2 - 1  | 1 - 2 dts (3-5 dcr) |
| Trentino-Alto Adige Comano Terme Fiavè | 1 - 3       | Friuli-Venezia Giulia Rivignano | 1 - 1  | 0 - 2               |
| Emilia-Romagna A Virtus Pavullese      | 2 - 2 (gfc) | Emilia-Romagna B Mezzolara      | 2 - 1  | 0 - 1               |
| Toscana B Montalcino                   | 1 - 1 (gfc) | Toscana A Forcoli               | 1 - 1  | 0 - 0               |
| Umbria Bastia                          | 2 - 3       | Sardegna Tavolara               | 1 - 0  | 1 - 3               |
| Umbria Penne                           | 1 - 0       | Marche Urbisalviense            | 0 - 0  | 1 - 0               |
| Lazio A Spes Mentana                   | 3 - 2       | Lazio B Cecchina Al.Pa.         | 3 - 0  | 0 - 2               |
| Campania A Ischia                      | 1 - 2       | Campania B Solofra              | 0 - 2  | 1 - 0               |
| Puglia Ostuni                          | 2 - 1       | Molise Montenero                | 0 - 0  | 1 - 0               |
| Basilicata Ruggiero di Lauria          | 0 - 3       | Calabria Boca Pellaro           | 0 - 1  | 0 - 2               |
| Sicilia A Alcamo                       | 4 - 2       | Sicilia B Comiso                | 1 - 0  | 3 - 2               |

### Secondo Turno
- Gare di andata disputate il 6 giugno 2004[5].

- Le vincenti sono promosse in Serie D 2004-2005

| Squadra 1                       | Totale      | Squadra 2                  | Andata | Ritorno |
| ------------------------------- | ----------- | -------------------------- | ------ | ------- |
| Piemonte B Derthona             | 1 - 5       | Lombardia C Chiari         | 0 - 3  | 1 - 2   |
| Veneto A Casalserugo            | 1 - 2       | Lombardia A Venegono       | 1 - 2  | 0 - 0   |
| Friuli-Venezia Giulia Rivignano | 0 - 2       | Emilia-Romagna B Mezzolara | 0 - 0  | 0 - 2   |
| Toscana A Forcoli               | 4 - 4 (gfc) | Sardegna Tavolara          | 2 - 0  | 2 - 4   |
| Abruzzo Penne                   | 3 - 4       | Lazio A Spes Mentana       | 0 - 0  | 3 - 4   |
| Campania B Solofra              | 1 - 0       | Puglia Ostuni              | 1 - 0  | 0 - 0   |
| Calabria Boca Pellaro           | 1 - 3       | Sicilia B Alcamo           | 1 - 1  | 0 - 2   |